# Slavičín
Slavičín város Csehországban, a Zlíni járásban. Slavičín Rokytnice, Petrůvka, Jestřabí, Pitín, Hostětín, Dolní Lhota, Vlachovice, Rudimov, Lipová, Luhačovice, Bohuslavice nad Vláří, Sehradice és Šanov településekkel határos. Lakosainak száma 6224 fő (2024. január 1.).

## Népesség
A település lakosságának változását az alábbi diagram mutatja:
| Lakosok száma | 2365 | 2450 | 2608 | 3033 | 7016 | 7159 | 6553 | 6468 | 6227 | 6224 |
|               | 1869 | 1890 | 1921 | 1950 | 1980 | 2001 | 2017 | 2019 | 2022 | 2024 |